# Tosylate
| Tosylate (drei Sauerstoffatome) |
| p-Toluolsulfonsäureester (Tosylat) mit der blau markierten Tosylatgruppe, gebunden an einen organischen Rest R. Die Tosylatgruppe enthält 3 Sauerstoffatome. |
| Natriumsalz der p-Toluolsulfonsäure mit dem blau markierten Tosylatanion (Tosylatgruppe). Das Tosylatanion enthält 3 Sauerstoffatome.                        |

Tosylate sind Ester oder Salze der p-Toluolsulfonsäure.

## INN-Nomenklatur
Im medizinischen und pharmazeutischen Bereich lautet die international anerkannte Kurzform für das Anion der p-Toluolsulfonsäure (p-Toluolsulfonat) gemäß den INN-Regeln „Tosilat“. Solche Kurzformen werden für Molekülkomponenten angelegt, wenn ihre systematische Bezeichnung zu lang ist. Durch Kombination einer Kurzform mit dem INN der wirksamen Komponente des Arzneistoffs entsteht der „modifizierte INN“ (INNm). Beispiele für solch modifizierte INN sind etwa Itramintosilat oder Suplatasttosilat, die eigentlichen Wirkstoffe sind  die Basen der Gegenionen.
Im Englischen gibt es zur Schreibweise nach INN-Nomenklatur („tosilate“) eine abweichende Variante („tosylate“), die der Schreibweise nach dem United States Adopted Name Council entspricht.

## Verwechslungsgefahr
| Tosylgruppe (zwei Sauerstoffatome) |
| Die blau markierte Tosylgruppe enthält nur 2 Sauerstoffatome. In der Formel steht R beispielsweise für Cl (Tosylchlorid), NH2, NH-Alkyl oder N(Alkyl)2 (Tosylamide), OH (p-Toluolsulfon- säure) sowie O-Alkyl oder O-Aryl (p-Toluolsulfon- säureester). |

Die Tosylatgruppe enthält stets drei Sauerstoffatome, die an das Schwefelatom direkt gebunden sind. Die Tosylatgruppe sollte nicht mit der Tosylgruppe verwechselt werden, letztere  enthält laut IUPAC-Regel C-641.7 nur zwei Sauerstoffatome, gebunden an einen Organyl-Oxy-Rest (OR) oder beispielsweise ein Chloratom im Tosylchlorid.

## Herstellung
Tosylate können durch Deprotonierung eines Alkohols und anschließender Reaktion mit p-Toluolsulfonsäurechlorid hergestellt werden, wobei ein Äquivalent Chlorwasserstoff, der durch eine Base als Hydrochlorid gebunden wird, entsteht:

## Verwendung
Auf Grund ihrer Eigenschaft als Abgangsgruppe werden Tosylate in der präparativen Organischen Chemie verwendet. Durch Überführung von Alkoholen in Tosylate wird die schlechte Abgangsgruppe HO− in eine gute Abgangsgruppe überführt, wodurch Substitutionsreaktionen an dieser Position des Kohlenstoffgerüstes ermöglicht werden. Das Anion der p-Toluolsulfonsäure tritt dabei als Abgangsgruppe aus. Noch reaktiver als die Ester der p-Toluolsulfonsäure (Tosylate) sind die bis zu 10.000 mal schneller reagierenden entsprechenden Triflate, in denen der 4-Methylphenyl-Rest des Tosylates durch einen Trifluormethyl-Rest (daher der Name Triflat) ersetzt ist.
Arzneistoffe, die eine Aminogruppe enthalten werden bisweilen als Salze der p-Toluolsulfonsäure eingesetzt, also als Tosylate.